# توماس كينسلا
توماس كينسلا هو محرر وصحفي وسياسي أمريكي، ولد في 31 ديسمبر 1832 في مقاطعة وكسفورد في جمهورية أيرلندا، وتوفي في 11 فبراير 1884 في بروكلين في الولايات المتحدة. نشط حزبياً في الحزب الديمقراطي. وقد انتخب عضو مجلس النواب الأمريكي عن دائرة New York's 2nd congressional district ‏ (1871 – 1873).